# Bloqueador dos canais de sódio
Bloqueadores dos canais de sódio são uma classe de fármacos que impedem a passagem de iões de sódio pelos canais de cálcio. Estes medicamentos são usados no tratamento de arritmias cardíacas.